# Малюр австралійський
Малюр австралійський (Malurus assimilis) — вид горобцеподібних птахів з родини малюрових (Maluridae). Тривалий час вважався підвидом малюра різнобарвного (Malurus lamberti). Визнаний окремим видом у 2018 році.

## Поширення
Ендемік Австралії. Розповсюджений на більшій частині континенту, за винятком південно-західної частини Західної Австралії та північної частини Квінсленду. Мешкає на відкритих територіях із заростями чагарників.